# Dood Cagaan nuur
Dood Cagaan nuur (in mongolo:Доод Цагаан нуур) è un lago della Mongolia settentrionale, nella provincia del Hôvsgôl, tra i distretti di Cagaannuur e Rėnčinlhùmbė.
Si trova nella valle Darhad, ad ovest del Hôvsgôl Nuur, a un'altitudine di 1.600 m s.l.m., è lungo 18 km e largo 7 km e ha una superficie di 64 km². Ha una profondità massima di 15 m. La cittadina di Cagaannuur, che si chiama ufficialmente Gurvansaikhan (Гурвансайхан), e che è capoluogo del distretto di Cagaannuur, si trova sulla sponda ovest del lago. Gli abitanti della zona sono darhad (che danno nome alla valle) e tsaatan (in mongolo: Цаатан, Caatan).